# Боґлярка
Боґлярка (словац. Bogliarka) — село в Словаччині, Бардіївському окрузі Пряшівського краю. Розташоване в північно-східній частині Словаччини. Протікає річка Слатвинець.

## Історія
Вперше згадується у 1454 році.
В середині XVIII ст.частина русинського населення переселилась у Воєводину.
В селі є греко-католицька церква св. Архангела Михаїла з 1836 р.

## Населення
| Рік:            | 1994. | 2004.    | 2014.    | 2024.    |
| --------------- | ----- | -------- | -------- | -------- |
| Кількість осіб: | 172   | 154      | 123      | 102      |
| Різниця:        |       | -10,46 % | -20,12 % | -17,07 % |

| Рік:            | 2023. | 2024.   |
| --------------- | ----- | ------- |
| Кількість осіб: | 98    | 102     |
| Різниця:        |       | +4,08 % |

В селі проживає 130 осіб.
Національний склад населення (за даними останнього перепису населення — 2001 року):
- словаки — 87,12%
- русини — 6,75%
- українці — 3,68%
- чехи — 0,61%

Склад населення за приналежністю до релігії станом на 2001 рік:
- греко-католики — 76,07%,
- римо-католики — 20,25%,
- протестанти — 1,23%,
- православні — 0,61%,
- не вважають себе віруючими або не належать до жодної вищезгаданої церкви — 1,84%